# Gemeindezentrum Radeland (Berlin-Hakenfelde)

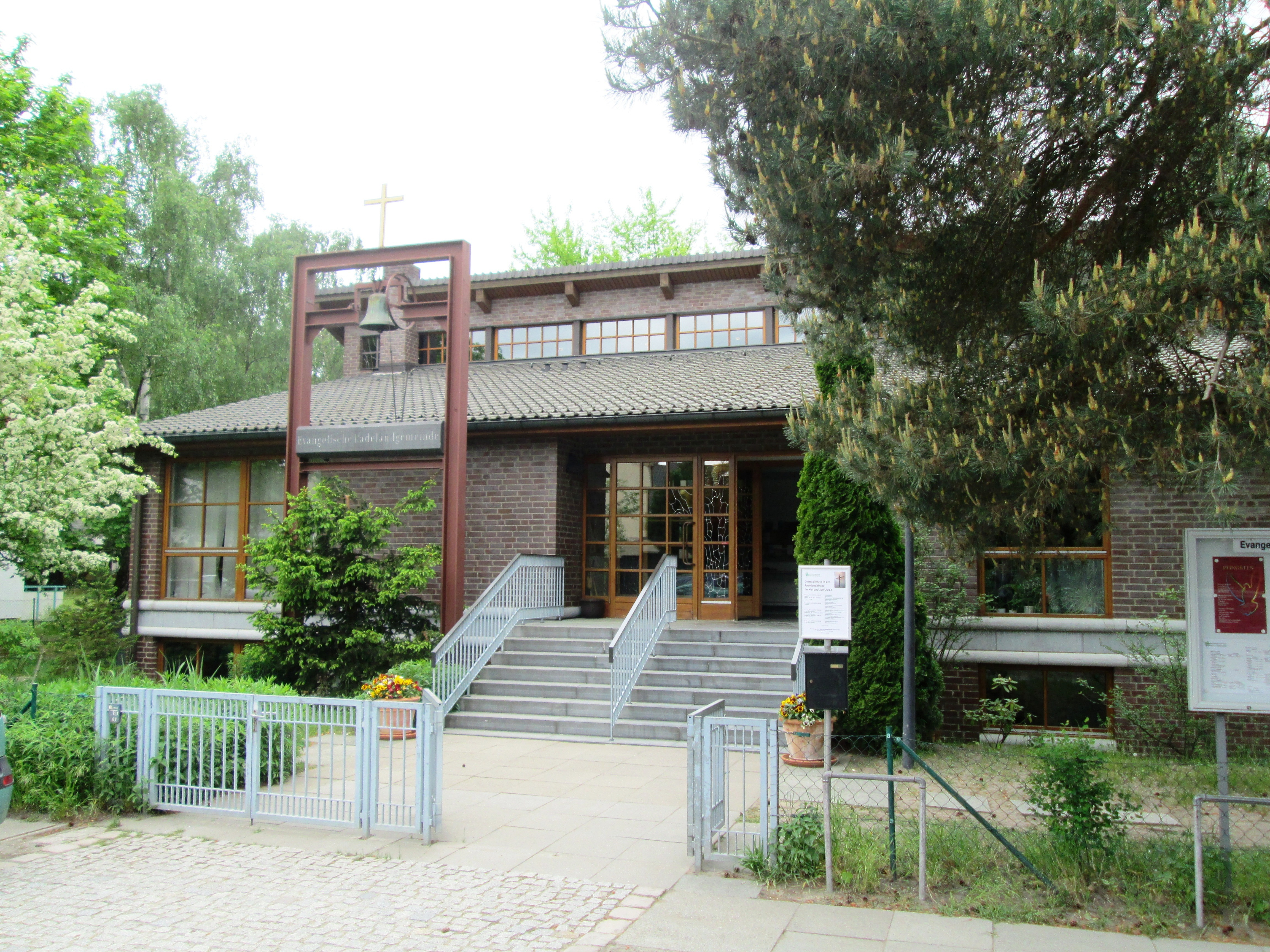
Das Gebäude am Schwanter Weg

Das Gemeindezentrum Radeland ist ein evangelisches Gemeindezentrum im Berliner Ortsteil Hakenfelde des Bezirks Spandau. Es wurde im Januar 1992 eingeweiht und steht am Schwanter Weg 3. Mit der Wichernkirche und der Lutherkirche gehört es zur Evangelischen Kirchengemeinde im Norden Spandaus im Kirchenkreis Spandau, der zum Sprengel Berlin der Evangelischen Kirche Berlin-Brandenburg-schlesische Oberlausitz gehört. 2025 wird der größte Teil des Gebäudes zu einer Kindertagesstätte umgewidmet.

## Geschichte
Das Radeland ist ein relativ schmaler Siedlungsstreifen zwischen dem Friedhof In den Kisseln und dem Spandauer Forst. Der westliche Teil des Gebiets ist bis heute geprägt von Laubenkolonien. In den 1960er-Jahren plante der West-Berliner Senat, hier ein neues Wohngebiet mit Hochhäusern zu errichten, ähnlich wie im Falkenhagener Feld oder in der Gropiusstadt. Diese Pläne für das Radeland waren die Grundlage für die Entscheidung der Evangelischen Kirche, dort zum Januar 1965 eine neue Kirchengemeinde zu gründen.
Die Radelandgemeinde erhielt zunächst an der Radelandstraße 78 / Ecke Schwanter Weg ein einfaches, einstöckiges Gebäude mit Flachdach aus Fertigteilen nach Plänen von Architekt Erich Ruhtz, das der Gemeinde für Gottesdienste und andere Gemeindearbeit diente. 1970 wurde auf das Kirchengelände im Schwanter Weg ein weiteres Haus gebaut, vorwiegend für die Arbeit mit Kindern und Jugendlichen. Beide Gebäude waren nur als vorübergehende Lösung gedacht. Mit dem zukünftigen Neubaugebiet sollte eine Kirche gebaut werden. Als die Pläne für den Bau einer neuen Siedlung fallen gelassen wurden, blieb die Gemeinde in den provisorischen Gebäuden. Ende der 1980er-Jahre waren diese in einem so schlechten baulichen Zustand, dass sich Reparaturen nicht mehr lohnten. Nun wurde ein neues Gemeindezentrum geplant – in der Fläche kleiner als die beiden bisherigen Gebäude der Gemeinde. Nach der Fertigstellung und Einweihung des heutigen Gemeindezentrums wurden die beiden alten Gebäude im Frühjahr 1992 abgerissen.
Das Gemeindezentrum wurde unter Einbeziehung eines ersten Konzepts von Wolfgang Noack von dem Architekten Helmut Bohr geplant und unter seiner Aufsicht gebaut. Im Januar 1992 wurde es durch Bischof Martin Kruse eingeweiht.
Im Juni 2004 wurde die Kirchengemeinde Radeland mit der Wicherngemeinde zur Kirchengemeinde Wichern-Radeland fusioniert. Die Radelandkirche ist weiterhin Gottesdienst- und Versammlungsort für den „Gemeindeteil Radeland“ dieser Gemeinde. Seelsorgerinnen sind seit 2020 Pfarrerin Thea Voß und seit 2024 Pfarrerin Carolin Erdmann.
In den Jahren 2024/2025 wurde das Gemeindezentrum aus finanziellen Gründen umgebaut. Im Erdgeschoss wurden der Kirchsaal und die Gemeinderäume zu einer Kindertagesstätte umgestaltet. Im Untergeschoss entsteht ein neuer Gottesdienstraum und ein Raum für Zusammenkünfte der Gemeinde.
Zum 1. Januar 2025 fusionierte die Wichern-Radelandgemeinde mit der benachbarten Luthergemeinde zur Evangelischen Kirchengemeinde im Norden Spandaus.

## Bauwerk
Das Gemeindezentrum ist ein einstöckiger Rechteckbau aus rotem Ziegelmauerwerk im Läuferverband mit einem ausgebauten Untergeschoss, in dem sich weitere Gemeinderäume befinden. Das Ziegelmauerwerk wird unterbrochen von einem Band aus Belgisch Granit, einem relativ harten Kalkstein mit fossilien Einschlüssen, das sich um das ganze Gebäude zieht. Aus diesem Stein sind auch alle Treppen außer- und innerhalb des Gebäudes, die Fußböden im Foyer, im erhöhten Altarbereich und in Teilen des ehemaligen Kirchenraums sowie der mittlere Teil der Altarwand. Die östliche Satteldachhälfte ist über dem Saal angehoben; dadurch hat der Raum auf dieser Seite ein 80 cm hohes Fensterband. Zum Garten ist der Kirchenraum durch sechs zweiflügelige Glastüren mit kleinteiligen Holzsprossen-Fenstern zu öffnen. Der Raum war durch eine schallisolierte Schiebewand teilbar, so dass der hintere Teil auch als Gemeinderaum genutzt werden konnte. Die Empore auf der östlichen Seite des Kirchenraums war als Balkonfolge mit kleinsprossigem Holz-Geländer ausgebildet. Die Decke des Raumes ist mit Holz verkleidet. Im ganzen Gebäude wurden nur einheimische Hölzer, vorwiegend Eiche, verwendet. Der Parkettfußboden wird am Rand von Platten aus Belgisch Granit umrahmt.
Die altarseitige Stirnwand des Kirchraums war durch zwei zurückspringende Fensterbänder vertikal dreigeteilt, das mittlere, nach vorn versetzte Feld war mit Platten aus Belgisch Granit verkleidet, die seitlichen Segmente zeigten Ziegelmauerwerk. Auf beiden Seiten der Mittelwand sowie rechts und links neben der Altarwand gibt es bunte Glasfenster, genau wie an den Außentüren. Diese wurden nach einem Entwurf von Annelie Grund angefertigt.
Davor standen im gegenüber dem übrigen Kirchenraum etwas erhöhten Altarraum die mobilen Prinzipalstücke – Taufbecken, Altar und Lesepult –, in Stil und Material dem Gebäude angepasst.

## Ausstattung

### Orgel

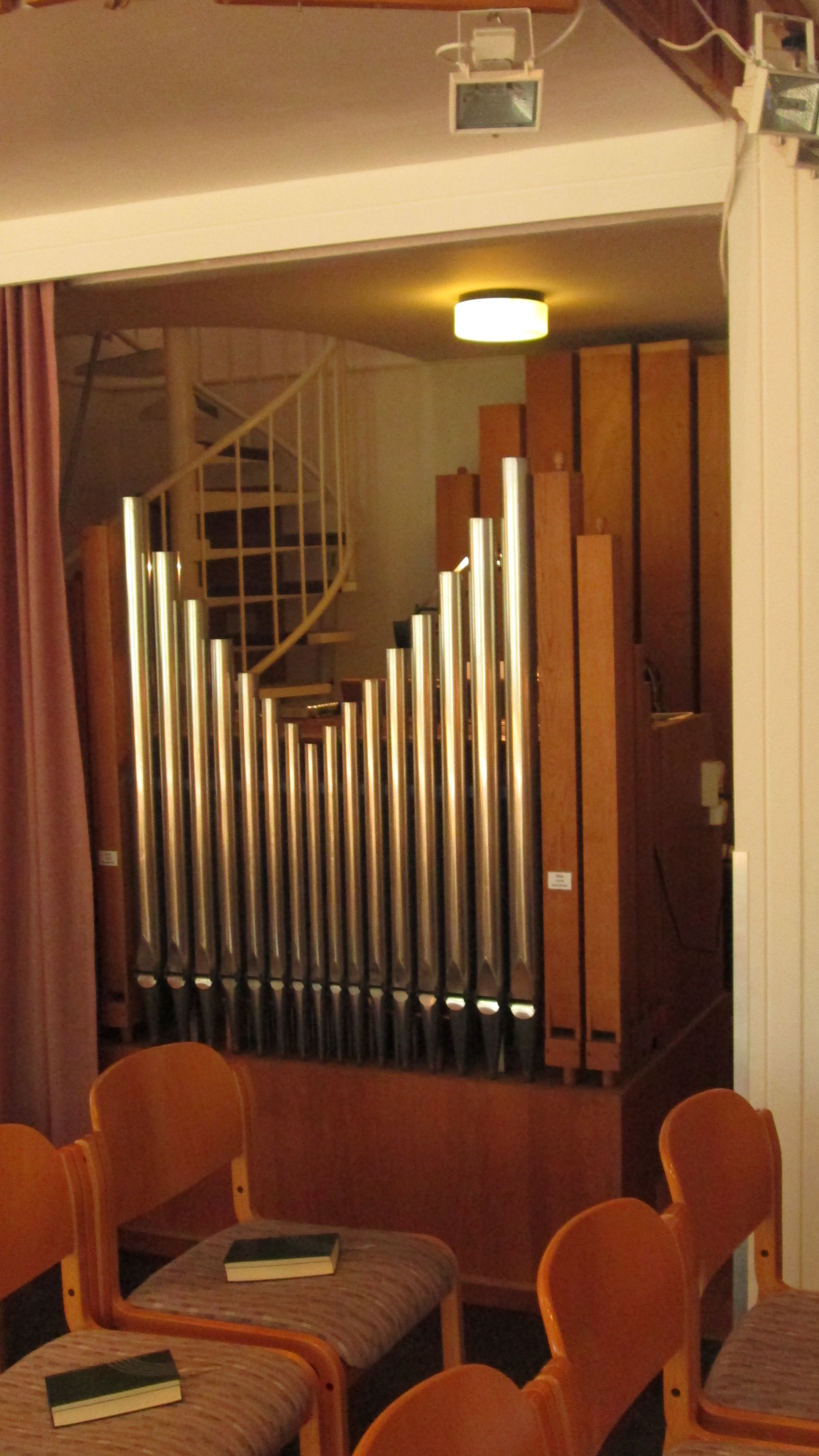
Die Walcker-Orgel, im Hintergrund der Aufgang zur Empore

Die Orgel mit sechs Registern auf einem Manual und Pedal stand bereits in dem ersten Gebäude der Gemeinde. Sie wurde von der Orgelbaufirma Walcker gebaut. In dem 1992 eingeweihten Gemeindezentrum erhielt sie ihren Platz seitlich vom Kirchenraum unter der Empore. Die Manualregister sind geteilt und lassen sich im Bass- und Diskantbereich getrennt zuschalten.
Die Orgel wurde im Zuge der Umbauarbeiten verkauft und steht seit Juli 2024 in der Dorfkirche Läsikow in Wusterhausen/Dosse.  
- Die Disposition der Orgel war:

| Manual C–f3 |    |
| Gedackt     | 8′ |
| Prinzipal   | 4′ |
| Rohrflöte   | 4′ |
| Oktave      | 2′ |
| Mixtur II   |    |

| Pedal C–d1 |     |
| Subbass    | 16′ |

- Koppel M/P

### Glocken
Der separat stehende Glockenträger stand bis zur Fertigstellung des neuen Gebäudes vor dem alten Gemeindegebäude in der Radelandstraße. Die darin hängende Glocke wurde 1949 gegossen von Glockengießer Franz Schilling und hat eine Höhe von 46 cm, einen Durchmesser von 55 cm, ein Gewicht von 94 kg und hat den Schlagton fis'. Sie wurde der Radelandgemeinde von der Kirchengemeinde Pichelsdorf überlassen, als diese sich ein umfangreicheres Geläut beschaffen konnte. Die Inschrift auf der Flanke lautet: ALSO HAT GOTT DIE WELT GELIEBT / GNADEN-KIRCHE / SPANDAU-PICHELSDORF; 1949, gegenüber: LIBERA NOS DOMINE („Herr, befreie uns“), im Wolm: FRANZ SCHILLING U. SÖHNE GOSSEN MICH IM JAHR 1949.
Eine zweite Glocke – Vorgängerin der jetzt geläuteten – dient als Träger für eine Kerze im Kirchenraum und wurde 1963 von Petit & Gebr. Edelbrock in Gescher gegossen. Bei einer Höhe von 37 cm, einem Durchmesser von 40 cm und einem Gewicht von 48 kg klang sie mit dem Ton b'. Sie trägt auf der Flanke die Inschrift: GESTIFTET VOM RAT DER STADT VLOTHO, 22. Dezember 1963.

## Seelsorger der Radelandgemeinde
- 1965–1966: Pastor Gerhard Schulz
- 1966–1969: Pfarrer Gerhard Gensch
- 1969–1974: Pastor Hans-Jürgen Keller
- 1974–1983: Pastor Hans-Joachim Blum
- 1983–2004: Pfarrer Reinhard Auener